# Николай фон Ерошин
Николай фон Ерошин, он же Николаус фон Ерошин (нем. Nikolaus von Jeroschin, лат. Nicolaus de Jeroschin; около 1290 — 1344 или 1345) — летописец и брат-священник Тевтонского ордена, автор рифмованной «Хроники земли Прусской» (нем. Kronike von Pruzinlant).

## Жизнь и труды
О происхождении и ранних годах жизни Ерошина не имеется никаких сведений, возможная балтийско-славянская этимология его фамилии до сих пор не нашла себе достаточных подтверждений. Ясно лишь, что образование он получил достойное и неплохо владел латынью. В орденских документах Ерошин впервые упоминается под 1311 годом, вероятно, ещё молодым человеком, но когда он оказался в Пруссии, не установлено до сих пор.
Принятие Ерошина в орден подтверждается сообщением Готфрида фон Хаймберга, комтура Кёнигсберга с 1326 по 1329 год. При Дитрихе фон Альтенбурге, занимавшем в 1331—1335 годах должность комтура Кёнигсберга, а после ставшим великим магистром ордена, он уже занимал должность капеллана. Однако в какой местности он нёс свою службу в этой должности, не указывается, по некоторым предположениям, это был именно Кёнигсберг, в котором он, возможно, осел ещё в конце 1320-х годов. 
«Хроника земли Прусской» (нем. Kronike von Pruzinlant) Николая фон Ерошина — это завершённый после 1331 года рифмованный перевод на восточносредненемецкий диалект средневерхненемецкого языка латинской «Хроники земли Прусской» (лат. Chronicon terrae Prussiae) Петра из Дуйсбурга (1326), дополненный историографией Тевтонского ордена и описанием истории его возникновения. Созданное по заказу гроссмейстера ордена Лютера Брауншвейгского, который и сам был не чужд поэзии, и завершённое уже при его преемнике Альтенбурге, сочинение Ерошина включает в себя, по разным данным, 26 755, или 27 738 стихов и, в общем и в целом, следует содержанию оригинала. Самостоятельное значение представляют лишь заключительные его разделы, частично опирающиеся на независимые источники, в том числе устного происхождения.
Основная ценность хроники Ерошина, сохранившейся не менее чем в 20 рукописях XIV—XV веков, старейшая из которых находится ныне в Земельной библиотеке Вюртемберга в Штутгарте, заключается не в информативности и достоверности её как источника, а в важности её для истории немецкой поэзии и немецкого языка. Существует мнение, что одной из целей её создания являлось желание магистров познакомить с историей ордена менее образованных его членов, плохо владевших латынью.
Впервые хроника Ерошина была опубликована в 1854 году по вышеназванной рукописи в Штутгарте филологом-германистом Францем Пфайффером, и переиздана в 1861 году в Лейпциге историком-архивистом Эрнстом Штрельке в первом томе «Историков Пруссии» (нем. Scriptores rerum Prussicarum).
По приказу Готфрида фон Хаймберга также переложил средневерхненемецкими рифмами «Житие Святого Адальберта» (лат. Vita Sancti Adalberti) Иоанна Канапариуса. Сохранившийся во фрагментах этот перевод жития (нем. Leben des heiligen Adalbert) был впервые опубликован в 1861 году Иоганнесом Фохтом в приложении к «Новому прусскому провинциальному листку» (нем. Neue Preußische Provinzialbl Blätter), а затем переиздан в 1863 году Эрнстом Штрельке во втором томе «Прусских исторических источников» (нем. Preußischen Geschichtsquellen).

## Издания
- Die Deutschordenschronik des Nicolaus von Jeroschin. Ein Beitrag zur Geschichte der mitteldeutschen Sprache und Litteratur. Hrsg. von Franz Pfeiffer // Beiträge zur Geschichte der mitteldeutschen Sprache und Literatur. — Band 1. — Stuttgart: Franz Köhler, 1854. — lxxii, 316 s.
- Di Kronike von Pruzinlant des Nicolaus von Jeroschin, hrsg. von Ernst Strehlke // Scriptores rerum Prussicarum. Die Geschichtsquellen der preußischen Vorzeit bis zum Untergange der Ordensherrschaft. — Band 1. — Leipzig, 1861. — S. 291—648. (Nachdruck: Frankfurt a. M., 1965).
- Nikolaus von Jeroschin. Leben des heiligen Adalbert, hrsg. von Ernst Strehlke // Scriptores rerum Prussicarum. Die Geschichtsquellen der preußischen Vorzeit bis zum Untergange der Ordensherrschaft. — Band 2. — Leipzig, 1863. — S. 423—428.
- Nikolaus von Jeroschin. Kronike von Pruzinlant. Chronik des Preussenlandes. In Auswahl herausgegeben mit einer Uebertragung ins Neuhochdeutsche von Achim Masser. — Berlin: Nicolai verlag, 1993. — 173 s. — ISBN 3875844637.
- The Chronicle of Prussia by Nicolaus von Jeroschin: A History of the Teutonic Knights in Prussia, 1190—1331. Edited and translated by Mary Fischer. — Burlington, VT: Ashgate Publishing Limited, 2010. — xiv, 306 p. — ISBN 978-0-7546-5309-7.